# Lib (Marshall)
Lib è un atollo dell'Oceano Pacifico.  Appartenente alle isole Ralik è amministrativamente una municipalità delle Isole Marshall. Ha una superficie di  0.93 km², e 147 abitanti (1999).

## Popolazione
| Popolazione |      |      |      |      |      |      |  |  |  |
| Anno        | 1958 | 1967 | 1973 | 1980 | 1988 | 1999 |  |  |  |
| Abitanti    | 44   | 142  | 98   | 98   | 115  | 147  |  |  |  |
|             |      |      |      |      |      |      |  |  |  |